# Kosar Point
Der Kosar Point ist eine verschneite Landspitze im Südwesten der westantarktischen Alexander-I.-Insel. Sie bildet das westliche Ende der Eroica-Halbinsel.
Der britische Geograph Derek Searle vom Falkland Islands Dependencies Survey kartierte sie 1960 anhand von Luftaufnahmen der US-amerikanischen Ronne Antarctic Research Expedition. Eine weitere Kartierung erfolgte durch den United States Geological Survey anhand von Luftaufnahmen der United States Navy aus den Jahren von 1967 bis 1968 und mittels Landsat-Aufnahmen von 1972 und 1973. Das Advisory Committee on Antarctic Names benannte sie nach Commander William S. Kosar von der US Navy, der in der Abteilung für Polarpgrogramme der National Science Foundation von 1975 bis 1977 für Lufteinsätze verantwortlich war und maßgeblich an der technischen Modifizierung der LC-130 Hercules zu einem Langstreckenflugzeug für Radarmessungen beteiligt war.